# Mesaphorura jevanica
Mesaphorura jevanica is een springstaartensoort uit de familie van de Tullbergiidae. De wetenschappelijke naam van de soort is voor het eerst geldig gepubliceerd in 1996 door Rusek.